# David Bosc
David Jacques Pierre Bosc (ur. 7 kwietnia 1973 w Carcassonne) – francuski pisarz, eseista i tłumacz.

## Życiorys
Jest synem Hugesa Bosca (ur. 1945) i Chantal Héran (ur. 1947). Wychował się w Saint-Rémy-de-Provence i Aix-en-Provence. Ukończył szkołę w Awinionie, po czym zdał maturę w Marsylii. Studiował nauki polityczne w Aix-en-Provence, które uzupełnił jednorocznymi studiami literaturoznawstwa na Uniwersytecie w Sienie. Jednym z jego wykładowców był George Steiner.
W 2014 otrzymał nagrodę literacką Prix Suisse de littérature za powieść Przejrzyste źródło oraz był nominowany do Nagrody Goncourtów. W 2016 otrzymał nagrodę im. Michela Dentana za powieść Umrzeć, a potem wskoczyć na konia.
Zajmował się tłumaczeniem dzieł Jonathana Swifta i Dino Campany.
Mieszkał w Paryżu, Marsylii i w Warszawie. Obecnie mieszka w Lozannie, gdzie pracuje dla wydawnictwa Noir sur Blanc. Jego żoną jest polska dziennikarka, pisarka i aktorka Wiktoria Padlewska (ur. 1977), córka Jacka Padlewskiego i aktorki Beaty Tyszkiewicz. Para ma dwóch synów: Simona Ferdinanda Andre (ur. 2007) i Marceau Thadée Gasparda (ur. 2012).

## Twórczość

### Powieści
- Sang lié, 2005[3]
- Milo, 2009[3]
- Przejrzyste źródło, 2013 (La claire fontaine)[6]
- Umrzeć, a potem wskoczyć na konia, 2015 (Mourir et puis sauter sur son cheval)[7]

### Nowele
- Relever les déluges, 2017[8]

### Eseje
- Georges Darien, 1996[9]
- Belluaires et porchers, 1997[10]
- Ombre portée, 1999[11]
- La fête des cabanes, 2016[12]

### Tłumaczenia
- Jonathan Swift, Journal de Holyhead, 2002[13]
- Jonathan Swift, Correspondance avec le Scriblerus Club, 2005[14]
- Dino Campana,	Chants orphiques, 2006[15]